# 父親的家
父親的家是韓國SBS於2009年12月28日播出的年末特別電視劇。

## 劇情介紹
姜萬浩（崔民秀飾）是一個原本對自己的人生十分不負責任的人，靠在電影和電視劇中做臨時演員或做苦工過日子；但卻因偶然的一夜情，與駐美僑胞鋼琴演奏家李賢在（文晶熙飾）生得一子姜在日（金秀賢飾）。盡管他對兒子並沒有立即產生愛意，但當兩人都在公交車事故中幸存下來時，他們的關系更加牢固。在經歷生死之後，他逐漸成為真正的父親。

## 演員陣容

### 主要人物
- 崔民秀 飾演 姜萬浩
- 金秀賢 飾演 姜在日
- 文晶熙 飾演 李賢在

### 姜萬浩周邊人物
- 白日燮 飾演 姜秀福（姜萬浩的父親）
- 朴元淑 飾演 順愛（姜萬浩的母親）

### 李賢在周邊人物
- 安政勳 飾演 朴鎮宇（李賢在的未婚夫）

### 姜在日周邊人物
- 劉浩琳 飾演 美來（姜在日的女友）

### 其他人物
- 李英女 飾演 姜在日的母親
- 鄭惠先 飾演 民宿老闆
- 金盛吳 飾演 Steven
- 姜惠拉 飾演 巴士小姐
- 蔡相宇 飾演 幼年姜在日

## 收視率
| 集數       | 播出日期   | TNmS 收視率      | TNmS 收視率    | AGB 收視率       | AGB 收視率     |
| 集數       | 播出日期   | 大韓民國（全國） | 首爾（首都圈） | 大韓民國（全國） | 首爾（首都圈） |
| ---------- | ---------- | ---------------- | -------------- | ---------------- | -------------- |
| 1          | 2009/12/28 | 15.4%            | 15.3%          | 16.6%            |                |
| 2          | 2009/12/28 | 19.5%            | 19.9%          | 19.6%            |                |
| 平均收視率 | 平均收視率 | 17.5%            | 17.6%          | 18.2%            |                |

## 獎項與提名列表
| 年份 | 頒獎禮                   | 獎項                 | 結果 | 參考  |
| ---- | ------------------------ | -------------------- | ---- | ----- |
| 2010 | 第16屆上海電視節白玉蘭獎 | 最佳電視電影獎       | 提名 | [ 4 ] |
| 2010 | 第16屆上海電視節白玉蘭獎 | 電視電影最佳導演獎   | 提名 | [ 4 ] |
| 2010 | 第16屆上海電視節白玉蘭獎 | 電視電影最佳編劇獎   | 提名 | [ 4 ] |
| 2011 | 第44屆休斯敦國際電影節   | 短篇電視劇白金雷米獎 | 獲獎 | [ 5 ] |

## 外部鏈接
- 《父親的家》SBS官方網站 （韓語）
- 《父親的家》在HanCinema的页面（英文）